# John Noel Ormiston Curle
Sir John Noel Ormiston Curle KCVO, CMG (* 1915 in Brighton; † 1997) war ein britischer Diplomat.

## Leben
John Nod Ormiston Curle studierte in Marlborough (Wiltshire) und am New College (Oxford).
Er war reisender Fellow des Queen’s College (Oxford).
Er heiratete das erste Mal Diana Hawtrey Deane und 1948 Pauline Roberts.
1956 war er Botschaftsrat in Stockholm.
1958 Botschaftsrat in Athen.
Von 1967 bis 1970 war er Botschafter in Monrovia, Liberia.
Von 1968 bis 1970 war er Botschafter in Conakry, Guinea.
Von 1970 bis 1972 war er Botschafter in Manila.
1975 wurde er als Knight Commander des Royal Victorian Order geadelt.
1985 war er Protokollchef in Hongkong.